# Ziemeļblāzma (stacja kolejowa)
Ziemeļblāzma – stacja kolejowa znajdująca się w Rydze na Łotwie, na linii Zemitāni – Skulte. Położona jest w pobliżu brzegu jeziora Ķīšezers. Otwarta 26 października 1933.
Oprócz roli pasażerskiej, stacja jest istotna z punktu widzenia ruchu towarowego. Odbiegają od niej bocznice na tereny portowe i stoczniowe Rygi. Obsługuje ona również przeładunek produktów naftowych. Jej wydajność w tej kwestii wynosi 4,5 miliona ton rocznie.